# Xerès

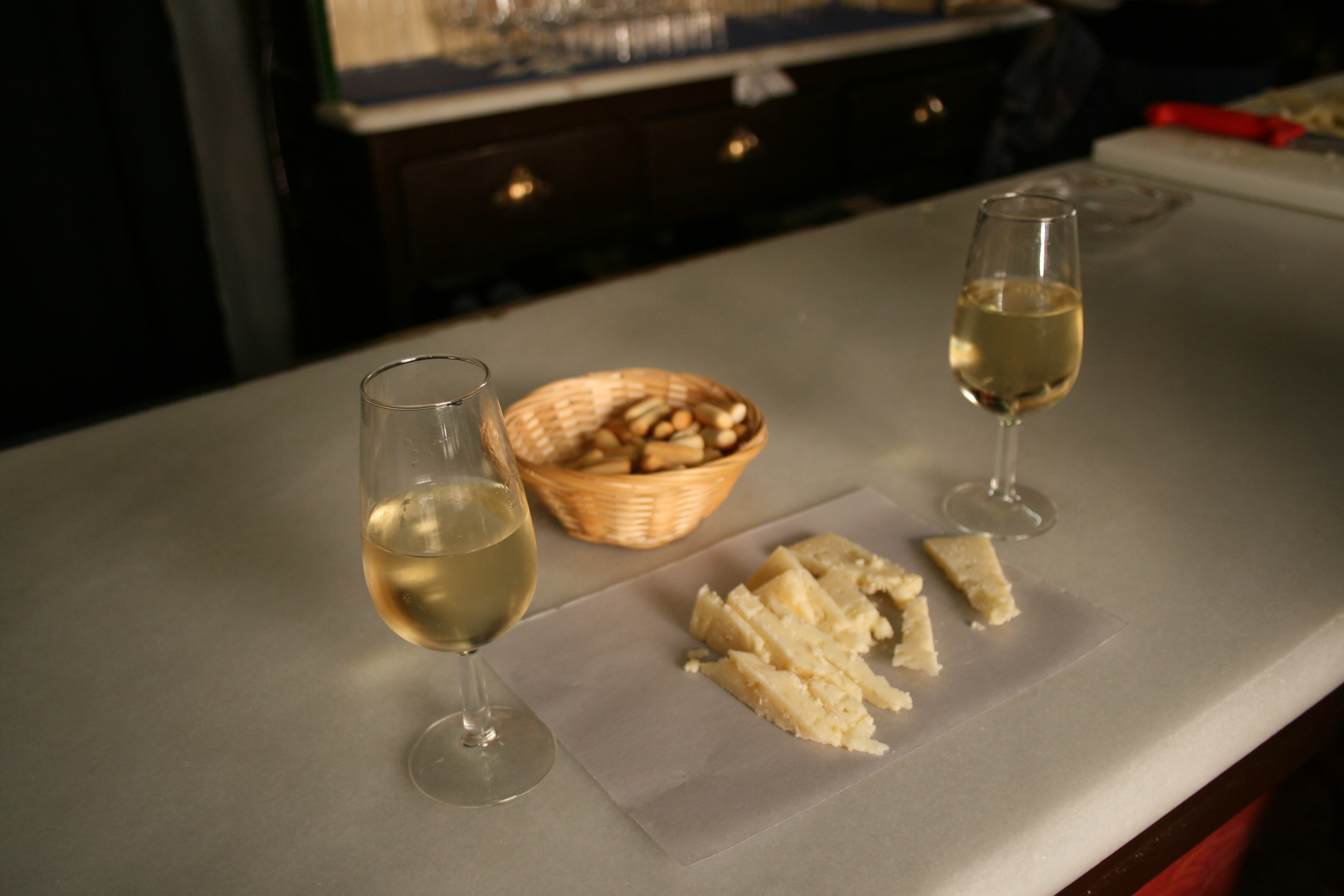
Un tast de xerès

El xerès (o xerés) o vi de Xerès és un tipus de vi blanc, sec, d'alta graduació, que s'obté a les ciutats andaluses de Jerez de la Frontera, El Puerto de Santa María i Sanlúcar de Barrameda, i és de qualitat fina.